# Hostal El Celler
Hostal El Celler és una obra de la Llacuna (Anoia) inclosa a l'Inventari del Patrimoni Arquitectònic de Catalunya.

## Descripció
Conserva com a únic element interessants de façana el portal, de mig punt, adovellat, ja que la resta de la façana ha estat totalment reformada el nostre segle. A l'interior, però, conserva una sala, amb llar de foc, coberta amb embigats de fusta i tres arcs apuntats, fets amb carreus de pedra. Arcs del mateix tipus són visibles al pis superior (on s'han trobat amagats diferents tresorers de monedes antigues).

## Història
Donada la tipologia dels elements més antics conservats i degut al fet que aquesta casa està adossada ja a una altra que forma part de la plaça porticada i que aquesta era ja feta en època medieval, cal datar-la als segles XV-XVI a tot tardar.